# Kuris (rzeka)
Kuris (gr. Κούρης) – rzeka na południowym Cyprze, w dystrykcie Limassol. Rzeka ma 38 km długości.
Źródła rzeki znajdują się w górach Trodos. Na rzece w latach 80. XX w. wybudowano zbiornik retencyjny o tej samej nazwie. Uchodzi do Morza Śródziemnego. Luigi Palma di Cesnola zbadał obszar wokół ujścia rzeki i opisał go w latach 70. XIX wieku.